# MONUA
Миссия наблюдателей Организации Объединенных Наций в Анголе была создана Советом Безопасности ООН в соответствии с резолюцией 1118 30 июня 1997 года. Из-за провала мирного процесса в Анголе, Генеральный секретарь ООН сообщил Совету Безопасности ООН, что мандат MONUA не будет продлен. Миссия была официально прекращена 26 февраля 1999 года, в соответствии с условиями резолюции 1213 СБ ООН.
MONUA была последней миротворческой миссией в Анголе, ему предшествовали три других миссии по поддержанию мира: UNAVEM I, II и III.
Гражданская война в Анголе бушевала между 1974 по 2002 год и является самым продолжительным конфликтом в Африке. С 1988 года, «голубые каски» присутствуют в Анголе в качестве наблюдателей в конфликте между UNITA и коммунистическим движением MPLA, к которому принадлежит президент Жозе Эдуарду душ Сантуш.
В начале миссии в 1997 году, миротворческая сила ООН состояла из примерно 3500 солдат, наблюдателей и полицейских сотрудников из 17 стран. Это число сократилось до 400 в 1999 году. Семнадцать сотрудников MONUA погибло в конфликте.
С тех пор деятельность MONUA прекращена, миротворческие силы ООН больше не присутствуют в Анголе .